# ردینگ، آلمان
شهر ردینگ، آلمان (به آلمانی: Roding, Germany) در ایالت بایرن در کشور آلمان واقع شده‌است.